# Bodil de Neergaard
Ellen Bodil de Neergaard, født Hartmann (10. februar 1867 i København, død 18. maj 1959 på Fuglsang) var en dansk godsejer og social filantrop. Bodil Neergaard er også navnet på en æblesort, som er opkaldt efter hende.
Hun var datter af komponisten Emil Hartmann og barnebarn af komponisten J.P.E. Hartmann. I 1885 blev hun gift med godsejer Rolf Viggo de Neergaard, der kom i hendes kreds i København, både fordi han var i slægt med Bodil Hartmanns farmor og fordi det var der, alle der ”var noget ved musikken” færdedes i disse år. Rolf Viggo de Neergaard ejede bl.a. herregården Fuglsang på Lolland lidt nord for Nysted, og havde 1869 færdiggjort en ny hovedbygning.

## Årene omkring 1900
Det var Bodil Neergaard, der engagerede sig i indretningen af hovedbygningen. Hun medbragte møbler, men i særlig grad malerier, herunder portrætter af slægterne Hartmann og Puggaard (hendes mors familie) malet af Wilhelm Marstrand, Kristian Zahrtmann og Otto Bache, men også flere malerier af J. Sonne og de fleste andere guldaldermalere og af broderen, Oluf Hartmann. Bygningen havde desuden en stor musiksal, der gik gennem hele stueetagen, og i den sørgede hun for, at der kom til at udfolde sig et rigt og aktivt musikliv. Her har den såkaldte salonkultur, således som den udfoldede sig i de dannede borgerlige kredse, haft gode kår. Ikke mindst er rækken af musikpersonligheder, som i kortere eller længere perioder har besøgt Fuglsang, imponerende. Komponister og musikere, som har fundet ro til at arbejde og udfolde sig eller bare har nydt samværet med ligesindede, omfatter talrige medlemmer af Hartmann-slægten, Carl Nielsen, ægteparret Grieg, komponisten og dirigenten Franz Neruda, C.F.E. Horneman, Asger Hamerik, Johan Svendsen, den hollandske komponist Julius Röntgen og hans familie og mange andre, som Emil Telmányi og Niels Viggo Bentzon.
Talrige beretninger giver indtryk af livet. Om dagen passede man sine forskellige gøremål ude og inde, spadserede i parken, sejlede på Guldborg Sund, dasede i salonerne (som stadig står stort set uberørte), og om aftenen klædte man om til middagen, hvorefter der var koncert i salen, hvor gæsterne optrådte for hinanden tit med deltagelse af husets værtinde. Bodil Neergaard, der havde modtaget professionel sangundervisning, bland andet hos Désirée Artot, skal have haft en udmærket sangstemme.

## Efter 1915
Efter Rolf Viggo de Neergaards død i 1915 styrede Bodil Neergaard Fuglsang alene og organiserede det sociale og kirkelige arbejde, som var begyndt allerede i hendes mands tid. Hun lod 1918 bygge Sønderskovhjemmet. Det skulle være et hjem for samfundets dårligst stillede mænd; arbejdsløse, subsistensløse eller løsladte fra fængsler. I 1923 blev det gjort til en selvejende institution, der stadig eksisterer.
I et gammelt kornmagasin tæt ved Guldborg Sund indrettedes en sommerlejr for op til 50 drenge fra fattige bymiljøer. På godset Priorskov stillede hun en bygning til rådighed for 1930’ernes unge arbejdsløse. Hovedbygningen på gården Flintingegård blev hver sommer benyttet nogle ugers sommerferie for gamle kvinder fra større byer. I 1919 købte hun en gammel skole i Toreby, som hun stillede til rådighed for KFUKs (Kristelig Forening for Unge Kvinders) og KFUMs arbejde i sognet.
Da Bodil Neergaard ikke havde børn, overdrog hun 1947 samtlige sine besiddelser til Det Classenske Fideikommis, der siden 1792 havde arbejdet for at uddanne nyttige mennesker til statens bedste samt afhjælpe og lindre fattigdom. Selve Fuglsangs hovedbygning skulle indrettes til refugium. Samme år modtog hun Fortjenstmedaljen i guld for sit store sociale og filantropiske arbejde. Hun blev boende på godset indtil sin død i 1959 og i 1962 indviedes så Refugiet Fuglsang som en selvejende institution med hjemsted i hovedbygningen. Med udgangen af 1995 måtte refugiet dog lukke på grund af svigtende tilslutning.